# Италия на «Евровидении-2013»
Италия принимала участие в конкурсе песни Евровидение 2013, который состоялся в Швеции, в городе Мальмё. Исполнитель был отобран специальной комиссией из числа участников фестиваля Сан-Ремо 2013 года, а песня выбиралась самим исполнителем. Италию будет представлять Марко Менгони с песней "L’essenziale".

## Национальный отбор
24 января 2013 года было объявлено, что имя исполнителя, который будет представлять Италию в Мальмё, будет объявлено во время заключительного вечера на музыкальном фестивале Сан-Ремо. Все конкурирующие участники конкурса были рассмотрены специальной комиссией, сформированной для выбора наиболее подходящего исполнителя для "Евровидения".
16 февраля 2013 года во время заключительного вечера ведущие Фабио Фацио и Лучана Литтиццетто объявили, что Марко Менгони будет представлять Италию на конкурсе песни "Евровидение" 2013 года.

## На конкурсе Евровидение
Как член "Большой Пятерки", Италия автоматически попадает финал, который состоится 18 Мая 2013 года. В дополнении к участию в финале, Италии было поручено голосовать в первом полуфинале, который состоялся 14 Мая 2013 года.